# Kirs
Kirs è una cittadina della Russia europea nordorientale (Oblast' di Kirov), situata sulle sponde del fiume omonimo, 281 km a nordest del capoluogo Kirov; è il capoluogo amministrativo del Verchnekamskij rajon.
Le origini della cittadina risalgono al XVIII secolo, quando venne costruito un villaggio a servizio di uno stabilimento per la produzione della ghisa, impiantato nel 1729 sulle rive del piccolo fiume Kirs, il cui nome viene dalla lingua komi e significa sponda alta, scoscesa. Lo status di città venne concesso nel 1965.
Kirs è un piccolo centro industriale, con stabilimenti che operano nel comparto alimentare e nella produzione di materiali da costruzione (cemento armato).

## Società

### Evoluzione demografica
Fonte: mojgorod.ru
- 1939: 6.600
- 1959: 10.900
- 1970: 14.200
- 1989: 14.200
- 2007: 11.300